# Vīts Rimkus
Vīts Rimkus (in russo Витс Римкус?; Riga, 21 giugno 1973) è un ex calciatore lettone, di ruolo attaccante.

## Carriera

### Club
Cresciuto nel Pārdaugava, con tale club disputo la Virslīga 1992, primo campionato lettone dalla ritrovata indipendenza. Dopo aver disputatoa anche la stagione successiva con il Pardaugava, nel 1994 giocò nel DAG Riga, mentre nel 1995 giocò nell'Amstrig Rīga, in entrambi i casi in Virslīga.
Ad inizio 1996 si trasferì in Svizzera con il Winterthur, con cui disputò 10 partite di Lega Nazionale B 1995-1996 (seconda serie svizzera) mettendo a segno 8 reti. Nell'estate dello stesso anno si trasferì in Germania col Norimberga, club con cui disputò e vinse la Fußball-Regionalliga, terza serie del campionato tedesco. Cominciò la stagione successiva con l'Erzgebirge Aue, sempre in terza serie tedesca, ma con minor fortuna, tanto che già a gennaio 1998 fece ritorno in patria giocando per lo Skonto, con cui vinse il suo primo campionato lettone e ottenendo il double con la conquista della coppa nazionale. Con lo Skonto ha anche esordito nelle coppe europee: il 22 luglio 1998 subentrò nei minuti finali a Mihails Miholaps nella partita contro i bielorussi della Dinamo Minsk valido per l'andata del primo turno di qualificazione alla UEFA Champions League 1998-1999.
Nel 1999 cambiò nuovamente squadra passando al Valmiera, altra formazione di Virslīga con cui disputò due stagioni. Nel 2001 si trasferì alla squadra in cui ha militato più a lungo, il Ventspils: con questa maglia segnò la sua prima rete europea, il 9 agosto 2001 contro l'HJK, nella partita persa per 2-1 valida per l'andata del primo turno di qualificazione alla Coppa UEFA 2001-2002. Dopo aver vinto la sua seconda e terza Coppa di Lettonia personale, Rimkus si trasferì in Russia al Rostov: partito subito titolare nella prima giornata di Prem'er-Liga 2005 contro la Torpedo Mosca, fu sostituito dopo appena sette minuti da Aleksandr Dancev e in seguito trovò sempre meno spazio in squadra, tanto che in otto mesi giocò appena nove incontri di campionato e due di coppa. Ad agosto tornò quindi al Ventspils in tempo per vincere la sua quarta coppa lettone. Negli anni successivi vinse ancora un'altra coppa di lettonia, ma soprattutto tre campionati consecutivi oltre a due titoli di capocannoniere della Virslīga.
Nel 2010 andò nuovamente all'estero, stavolta in Lituania all'Ekranas: qui totalizzò addirittura un Treble, vincendo campionato, coppa e supercoppa e arrivando secondo nella classifica cannonieri. Ad inizio 2011 giocò per i ciprioti del Doxa Katōkopias, con cui retrocesse finendo penultimo nella A' Katīgoria 2010-2011. A luglio tornò quindi in patria con lo Jūrmala e a inizio 2012 allo Spartaks Jūrmala, ma dopo pochi mesi e appena una presenza all'attivo, si svincolò interrompendo momentaneamente la propria carriera. Tornò a giocare nel 2013 col Gulbene in 1. Līga 2013, sfiorando l'accesso alla Virslīga, perdendo lo spareggio promozione contro il Metta/LU.
L'anno seguente giocò per l'Olaine, sempre in seconda serie.
Dopo un 2015 che lo vide interrompere nuovamente la propria carriera, giocò nel 2016 di nuovo con lo Skonto, 18 anni dopo la sua prima esperienza, con il club iscritto alla 1. Līga 2016. Chiuse la carriera nel 2017 giocando per l'Ogre.

### Nazionale
Ha esordito in nazionale contro l'Estonia, in un incontro valido per la Coppa del Baltico 1995, vinta dalla stessa Lettonia, il 19 maggio 1995. Pochi giorni più tardi mise a segno una doppietta nell'incontro valido per le Qualificazioni al campionato europeo di calcio 1996 contro il Portogallo, senza per altro completare la rimonta. Nelle stesse qualificazioni segnò cinque delle undici reti totalizzate dalla sua nazionale.
In seguito ha preso parte alla storica spedizione al Campionato europeo di calcio 2004, la prima per il suo paese, giocando per altro solo i minuti finali della partita contro la Rep. Ceca, entrando al 90' al posto di Valentīns Lobaņovs.
Ha totalizzato 73 presenze in nazionale, segnando 11 reti.

## Palmarès

### Club

#### Competizioni nazionali
- Campionato lettone: 4

Skonto: 1998
Ventspils: 2006, 2007, 2008
- Campionato lituano: 1

Ekranas: 2010
- Coppa di Lettonia: 5

Skonto: 1998
Ventspils: 2003, 2004, 2005, 2007
- Coppa di Lituania: 1

Ekranas Panevėžys: 2009-2010
- Supercoppa di Lituania: 1

Ekranas: 2010
- Fußball-Regionalliga: 1

Norimberga: 1996-1997 (Regionalliga Sud)

### Nazionale
- Coppa del Baltico: 3

1995, 2003, 2008

### Individuale
- Capocannoniere della Virslīga: 2

2006 (20 reti), 2007 (14 reti)